# Dietrich Schwarz
Dietrich Walo Hermann Schwarz (* 2. Juni 1913 in Zürich; † 7. Juli 2000 ebenda), reformiert, heimatberechtigt in Lenzburg sowie Zürich, war ein Schweizer Historiker sowie Numismatiker.

## Leben und Wirken
Dietrich Schwarz, Sohn des Juristen Theodor Schwarz sowie der Anna Schwarz, geborene Bertschinger, widmete sich nach abgelegter Matura den Studien der Geschichte sowie Kunstgeschichte an den Universitäten Zürich sowie Wien, die er 1940 mit dem Erwerb des akademischen Grades eines Dr. phil. abschloss. Ein Jahr darauf heiratete er Doris, die Tochter des Kinderarztes Alfred Hüssy. 1943 übernahm er als Konservator die Leitung des Münzkabinetts des Schweizerischen Landesmuseums, 1961 wurde er zum Vizedirektor des Landesmuseums bestellt. 1963 zog er sich aus seinen Ämtern zurück.
Er habilitierte sich 1943 an der Universität Zürich, lehrte dort in der Folge Kulturgeschichte des Mittelalters sowie historische Hilfswissenschaften. 1963 erfolgte seine Ernennung zum ausserordentlichen, 1969 zum ordentlichen Professor, 1979 wurde er emeritiert. Zusätzlich bekleidete Schwarz von 1940 bis 1949 die Präsidentschaft der Schweizerischen Numismatischen Gesellschaft, leitete von 1940 bis 1963 die Redaktion der Zeitschrift der Gesellschaft, der Schweizerischen Numismatischen Rundschau, und vertrat als Mitglied der FDP seine Partei von 1967 bis 1979 im Zürcher Kantonsrat.
Schwarz trat als Verfasser breitgefächerter kulturhistorischer Beiträge hervor, insbesondere zur schweizerischen Münzgeschichte. Er wurde korrespondierendes Mitglied in der Österreichischen Akademie der Wissenschaften.

## Schriften
- Münz- und Geldgeschichte Zürichs im Mittelalter. Sauerländer und Co., Aarau 1940 (Dissertation, Zürich, Universität, 1940).
- als Herausgeber: Die Statutenbücher der Propstei St. Felix und Regula (Grossmünster) zu Zürich. Schulthess, Zürich 1952.
- Schweizerische Medaillenkunst (= Hochwächter-Bücherei. 13 = Aus dem Schweizerischen Landesmuseum. 4, ZDB-ID 1190122-6). Haupt, Bern 1955.
- Die Kultur der Schweiz. Athenaion, Frankfurt am Main 1967.
- Sachgüter und Lebensformen. Einführung in die materielle Kulturgeschichte des Mittelalters und der Neuzeit (= Grundlagen der Germanistik. 11, ISSN 0533-3350). E. Schmidt, Berlin 1970.
- Ex fontibus hauriamus. Ausgewählte Beiträge zur Kulturgeschichte. Ihrem Ehrenmitglied zum 80. Geburtstag herausgegeben von der Antiquarischen Gesellschaft in Zürich (= Mitteilungen der Antiquarischen Gesellschaft in Zürich. 60 = Antiquarische Gesellschaft in Zürich. Neujahrsblatt. 157). H. Rohr, Zürich 1993, ISBN 3-85865-508-2.
- Das Diplom Kaiser Heinrichs V. vom 28. Dezember 1124 für das Kloster Engelberg. Untersuchung über die Echtheit der Urkunden zur Stiftung des Klosters Engelberg (= Urkunden und Materialien zur Geschichte Stallikons. 309, ZDB-ID 2289957-1). Heimatkundliche Arbeitsgruppe, Stallikon 1994.